# جمهورية جورجيا الديمقراطية
جمهورية جورجيا الديمقراطية (بالجورجية: საქართველოს დემოკრატიული რესპუბლიკა) كانت أول دولة جورجية حديثة، تأسست في 26 مايو 1918 بعد انهيار الامبراطورية الروسية على خلفية الثورة الروسية عام 1917.
وقد جاورت جمهورية جورجيا الديموقراطية كل من جمهورية كوبان وجمهورية شمال القوقاز والإمبراطورية العثمانية وجمهورية أرمينيا في الجنوب، وأذربيجان الديمقراطية الشعبية في الجنوب الشرقي. كان لديها المساحة الإجمالية للمشروع بنحو 107600 كم ² (عن طريق المقارنة، فإن المساحة الإجمالية لجورجيا اليوم هو 69700 كيلومتر مربع)، ويبلغ عدد سكانها 2.5 مليون.
عاصمة جورجيا هي تبليسي، ولغتها الجورجية. أعلنت يوم 26 مايو، 1918، على تفكك الاتحاد وراء القوقاز، وقاد من قبل الحزب الاشتراكي الديموقراطي المنشفي. تواجه دائمة المشاكل الداخلية والخارجية، مشيرا إلى ان الدولة غير قادرة على الصمود أمام الشباب للغزو من قبل الجيوش الروسية الحمراء، وانهارت بين فبراير ومارس 1921 إلى أن أصبحت الجمهورية السوفياتية.

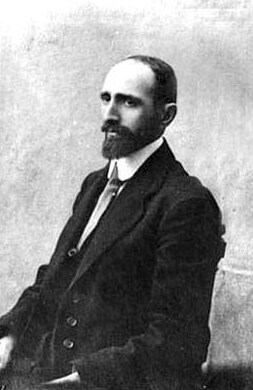
أول رئيس لجورجيا الديمقراطية. تم قتلة من قبل جواسيس البلاشفة في باريس

## تاريخ الدولة

### الاعتراف
اعترفت ألمانيا والدولة العثمانية بجورجيا على الفور. كان على الدولة الفتية أن تضع نفسها تحت الحماية الألمانية وتتخلى عن المناطق التي يسكنها المسلمون (والتي تتضمن مدن باطوم، وأرداهان، وأرتوين، وآخالتسيخه، وآخالكالاكي) للحكومة العثمانية (معاهدة باطوم، 4 يونيو). ومع ذلك، مكن الدعم الألماني الجورجيين من صد التهديد البلشفي من أبخازيا. من شبه المؤكد أن القوات الألمانية كانت تحت قيادة فريدريش فرايهر كريس فون كرسنشتاين. بعد الهزيمة الألمانية في الحرب العالمية الأولى، وصلت قوات الاحتلال البريطانية إلى البلاد بإذن من الحكومة الجورجية. كانت العلاقات بين البريطانيين والسكان المحليين أكثر توترًا مما كانت عليه مع الألمان. ظلت باطوم الخاضعة للسيطرة البريطانية خارج سيطرة جورجيا حتى عام 1920. في ديسمبر 1918 انتشرت قوة بريطانية في تبليسي أيضًا.
كانت علاقات جورجيا مع جيرانها مضطربة. أدت النزاعات الإقليمية مع أرمينيا وحكومة دينيكين من الحركة الروسية البيضاء وأذربيجان إلى نزاعات مسلحة في أول حالتين. حاولت بعثة عسكرية بريطانية التوسط في هذه الصراعات من أجل دعم جميع القوى المناهضة للبلاشفة في المنطقة. لمنع قوات الجيش الروسي الأبيض من العبور إلى الدول التي تأسست حديثًا، رسم القائد البريطاني في المنطقة خطًا عبر القوقاز لا يسمح لدينيكين بعبوره، ما منح جورجيا وأذربيجان راحة مؤقتة. كان التهديد بغزو قوات دينيكين، على الرغم من الموقف البريطاني، سببًا في الجمع بين جورجيا وأذربيجان في تحالف دفاعي مشترك في 16 يونيو 1919.
في 14 فبراير 1919 أجرت جورجيا انتخابات برلمانية فاز بها الحزب الاشتراكي الديمقراطي لجورجيا بنسبة 81.5% من الأصوات. في 21 مارس شكل نوي جوردانيا الحكومة الثالثة، التي تعين عليها التعامل مع ثورات الفلاحين المسلحين التي حرض عليها النشطاء البلشفيون المحليون وحظيت بدعم كبير من روسيا. أصبحت هذه المشاكل أكثر إزعاجًا عندما نفذتها أقليات عرقية مثل الأبخاز والأوسيتيين.
ومع ذلك تعاملت حكومة الحزب الاشتراكي الديمقراطي الجورجي مع الإصلاح الزراعي على نحو جيد في النهاية، وأنشأت الدولة نظامًا متعدد الأحزاب في تناقض حاد مع «ديكتاتورية البروليتاريا» التي أسسها البلاشفة في روسيا. في عام 1919 أجريت إصلاحات في النظام القضائي والحكم الذاتي المحلي. مُنحت أبخازيا الحكم الذاتي. ومع ذلك، استمرت القضايا العرقية في إثارة المتاعب في البلاد، وخاصة من جانب الأوسيتيين، مثلما حدث في مايو 1920. لاحظ بعض المعاصرين أيضًا زيادة القومية بين قادة الحزب الديمقراطي الاجتماعي في جورجيا.

### السقوط
تميز عام 1920 بالتهديدات المتزايدة من قبل جمهورية روسيا الاتحادية الاشتراكية السوفيتية. مع هزيمة الحركة البيضاء وتقدم الجيوش الحمراء إلى حدود القوقاز، أصبح وضع الجمهورية متوترًا للغاية. في يناير عرضت القيادة السوفيتية على جورجيا وأرمينيا وأذربيجان تحالفًا ضد الجيوش البيضاء في جنوب روسيا والقوقاز. رفضت حكومة جمهورية جورجيا الديمقراطية الدخول في أي تحالف عسكري، مشيرة إلى سياسة الحياد وعدم التدخل، لكنها اقترحت إجراء مفاوضات من أجل تسوية سياسية للعلاقات بين البلدين على أمل أن يؤدي ذلك إلى اعتراف موسكو باستقلال جورجيا. أعقب الانتقادات الشديدة للرفض الجورجي من قبل القادة الروس عدة محاولات من قبل الشيوعيين المحليين لتنظيم احتجاجات جماهيرية مناهضة للحكومة، والتي انتهت دون جدوى.